# Lulica
Lulica je dio saksofona koji povezuje tijelo saksofona s usnikom. Na lulici je pričvršćen dio mehanizma saksofona i pluto na samome vrhu.
Može biti izrađena od raznih materijala npr. bakra i srebra. Lulice se razlikuju po veličini i obliku unutar porodice saksofona.